# 無水トリフルオロ酢酸
無水トリフルオロ酢酸（むすいトリフルオロさくさん、trifluoroacetic anhydride）とは、トリフルオロ酢酸のカルボン酸無水物である。トリフルオロ酢酸無水物とも呼ばれる。TFAAと略されることもある。無水酢酸をパーフルオロ化した構造である。
無色透明の液体で、強い刺激臭を有する。エタノール、アセトンなどの有機溶媒と任意に混和するが、水と反応してトリフルオロ酢酸を生じる。トリフルオロ酢酸同様に強酸性のため腐食性が強く、取り扱いには注意が必要である。
トリフルオロアセチル基を導入する合成試薬として用いられる。特に対応する酸塩化物である塩化トリフルオロアセチルが気体であり取り扱いが困難であるため、本試薬の使用頻度は高い。
スワーン酸化において、ジメチルスルホキシドの活性化剤として用いられる。
また、トリフルオロ酢酸の乾燥剤として用いることができる。

## 合成
トリフルオロ酢酸を原料として、α位がハロゲン化された酸塩化物を過剰量用いることで合成できる。例えば塩化ジクロロアセチルを用いた場合の反応式は以下のとおりである。
{\displaystyle {\ce {2CF3COOH\ + Cl2CHCOCl -> (CF3CO)2O\ + Cl2CHCOOH\ + HCl}}}